# Charles Gross
Charles Gross, född 1857, död 1909, var en amerikansk historiker.
Gross var professor vid Harvard University och blev känd som bibliografisk författare. Hans The sources and literature of English hstoriy form te earliest times to about 1485 (1900) utmärkte sig genom klarhet och översiktlighet. Bland hans övriga arbeten märks The guild merchant (2 band, 1890) och A bibliography of British municipal history (1897).